# Kieran Reilly
Kieran Darren David Reilly (Newcastle upon Tyne, 12 de julho de 2001) é um ciclista britânico.

## Carreira
Reilly começou a fazer manobras em sua BMX no skatepark Leam Lane, em Gateshead. Ele entrou em sua primeira competição nos Jogos Urbanos em Whitley Bay. Reilly ganhou destaque no BMX em 2012, quando, aos 11 anos, conseguiu um 720 – dois giros completos em um salto – sobre uma espinha em um skatepark em Glasgow, Escócia.
Reilly mudou-se para Corby em Northamptonshire, em setembro de 2020, para treinar com outros ciclistas da Equipe GB. Reilly conseguiu o primeiro 'Triple Flair' do mundo - três backflips completos e uma rotação de 180 graus no final, no skatepark indoor 'Adrenaline Alley' em Northamptonshire, em janeiro de 2022. Em agosto de 2022, ele ganhou a prata no Campeonato Europeu de BMX de 2022 em Munique.
Em junho de 2023, Reilly ganhou a medalha de ouro nos Jogos Europeus de 2023 com a vitória no parque BMX estilo livre masculino em Krzeszowice. Em agosto de 2023, ele ganhou o ouro no Campeonato Mundial de Ciclismo Urbano da UCI - BMX estilo livre masculino em Glasgow.
Reilly recebeu uma Medalha de Prata nas Olimpíadas de Verão de 2024. No início, ele marcou 93,70 na final e ficou na segunda posição. Na segunda corrida, o francês Anthony Jeanjean superou Reilly marcando 93,76 e o colocou em terceiro. Em sua segunda tentativa, Reilly alcançou uma pontuação de melhor corrida de 93,91 e terminou em segundo.